# Мала Токмачка (станція)
Мала́ Токма́чка — проміжна залізнична станція 5-го класу Запорізької дирекції Придніпровської залізниці на неелектрифікованій лінії Запоріжжя II — Пологи між станціями Оріхівська (11 км) та Новокарлівка (10 км). Розташована в однойменному селі Мала Токмачка Пологівського району Запорізької області. Поруч зі станцією розташована Оріхівська виправна колонія № 88.

## Пасажирське сполучення
На станції Мала Токмачка зупиняються поїзди приміського сполучення Запоріжжя — Пологи.